# サイレント・ウォー
『サイレント・ウォー』（原題：聽風者、英題：The Silent War）は、2012年の中国・香港合作映画。1950年代を舞台に、暗号解読のために組織された中国共産党の特殊部隊と国民党のスパイ戦を描いたサスペンス映画。

## キャスト
- 何兵：トニー・レオン
- 張学寧：ジョウ・シュン
- 郭興中：ワン・シュエピン
- 沈静：メイヴィス・ファン
- 羅三耳：パル・シン
- 伍昌：ドン・ヨン
- ：キャリー・ン
- ：ヘンリー・フォン
- ：ジェイコブ・C・L・チャン
- ：ラム・ウェイ

## スタッフ
- 監督・脚本：アラン・マック、フェリックス・チョン
- 原作：麦家（マイジャー）『暗算』
- 製作：キャサリン・ハン、ロナルド・ウォン、チャーリー・ジュオ
- 撮影：アンソニー・プン
- 美術：マン・リンチュン
- 音楽：コンフォート・チャン
- 編集：カーレン・パン